# 부산동성고등학교
부산동성고등학교(釜山東成高等學校)는 대한민국 부산광역시 부산진구 전포동에 있는 사립 고등학교이다.

## 학교 연혁
- 1952년 6월 25일 : 동성 학원 창립 준비(범일동), 설립자 최두고 박사
- 1952년 7월 3일 : 부산동성 중·고등학교 개교식 거행(학교장 최두고 박사)
- 1953년 3월 5일 : 재단법인 동성학원 설립 인가(초대 최필호 이사장)
- 1953년 4월 14일 : 부산동성고등학교 설립 인가(학교장 최두고 박사 취임)
- 1954년 1월 8일 : 전포동 현 위치로 교사 이전
- 1955년 3월 25일 : 제1회 졸업식 거행(234명)
- 1956년 4월 1일 : 부산동성고등학교(9학급) 분리 개편(최두고 교장 중∙고 겸임)
- 1975년 12월 3일 : 인산 체육관 개관
- 1996년 5월 3일 : 제3대 최상진 이사장 취임
- 2003년 11월 3일 : 지성관(강당) 개관
- 2018년 2월 7일 : 고교학점제 선도학교 및 다(多)고른 교육과정 모델학교 선정
- 2018년 9월 13일 : 선진형 교과교실제 운영학교 지정
- 2018년 11월 30일 : 고교학점제 연구학교 지정
- 2022년 12월 16일 : 2023학년도 부산형 자율 교육과정 모델학교 선정
- 2024년 3월 1일 : 제18대 김희석 교장 취임
- 2025년 2월 6일 : 제71회 졸업식 거행(110명)
- 2025년 3월 4일 : 2025학년도 입학(110명)

## 참고 자료
- 부산동성고등학교 - 한국교육학술정보원 학교알리미